# 15 mai 1995
Le lundi 15 mai 1995 est le 135e jour de l'année 1995.

## Naissances
- Arslan Anjum, coureur cycliste pakistanais
- Dragon Lee II, catcheur mexicain
- Elke Van Gorp, joueuse de football belge
- Jakub Wolny, sauteur à ski polonais
- Maximiliano Fornari, joueur de football argentin
- Valentin Zykov, joueur professionnel russe de hockey sur glace
- Ksenia Sitnik, chanteuse biélorusse

- Hurlevent de Brekka, étalon Selle français

## Décès
- Édouard Dermit (né le 18 janvier 1925), acteur et peintre français
- Arthur Villard (né le 4 octobre 1917), homme politique suisse
- Bernard Paumier (né le 2 décembre 1909), personnalité politique française
- Eric Porter (né le 8 avril 1928), acteur britannique
- Gaston Mobati (né le 4 septembre 1961), joueur de football congolais
- Georges Charensol (né le 26 décembre 1899), journaliste français, critique d'art, littéraire et de cinéma
- Jean-Adrien Mercier (né le 12 août 1899), artiste-peintre, affichiste-illustrateur
- Lionel Brodie (né le 28 mai 1917), joueur australien de tennis amateur
- Minoru Matsuya (né le 2 janvier 1910), musicien japonais
- Norm Locking (né le 24 mai 1911), hockeyeur sur glace canadien
- Seymour Durst (né le 7 septembre 1913), homme d'affaires américain
- Woldeab Woldemariam (né le 27 avril 1905), homme politique et journaliste érythréen

## Événements
- Sortie de l'album Blonde de Guesch Patti
- Sortie de la chanson Fake Plastic Trees du groupe Radiohead
- Sortie du jeu vidéo Gargoyles
- Fin de la mini-série Les Langoliers
- Sortie du jeu vidéo Road Rash 3 : Tour de force
- Début de l'Open d'Allemagne 1995 de tennis
- Début du championnat de Bournemouth 1995 de tennis
- Fin des Internationaux d'Italie 1995 de tennis